# Lernanthropus mitratus
Lernanthropus mitratus is een eenoogkreeftjessoort uit de familie van de Lernanthropidae. De wetenschappelijke naam van de soort is voor het eerst geldig gepubliceerd in 1959 door Sueo M. Shiino.